# Ningbingia dentiens
Ningbingia dentiens är en snäckart som beskrevs av Alan Solem 1985. Ningbingia dentiens ingår i släktet Ningbingia och familjen Camaenidae. IUCN kategoriserar arten globalt som sårbar. Inga underarter finns listade i Catalogue of Life.